# Neaj-Trasac-Paem
Neaj-Trasac-Paem – król Kambodży, z dynastii Warmanów panujący w latach 1336–1340, który był pierwszym królem z dynastii Warmanów.
Pochodzenie Neaj-Trasac-Paema jest niejasne, prawdopodobnie stał na czele antysziwaidzkiego powstania przeciwko królowi Dżajawarmanowi IX Parameśwarze w 1336 i po zwycięstwie został ogłoszony królem Kambodży.
Po objęciu rządów Neay-trasac-paem utrwalił buddyzm w Kambodży, toczył walkę z obrońcami starej religii i oparł swą władzę na średnich i drobnych feudałach, rezygnując także z kultu dewa-radży i tytułu „warman”.
Wydał swą córkę, księżniczkę Nang Jot Keo za Fa Nguna, późniejszego założyciela królestwa Laosu. Zajęty sprawami wewnętrznymi Neay-trasac-paem nie miał sił ani możliwości przeciwstawiać się odpadaniu od Kambodży księstw laotańskich i posiadłości na Tiao-Praj.